# Leif Reinius

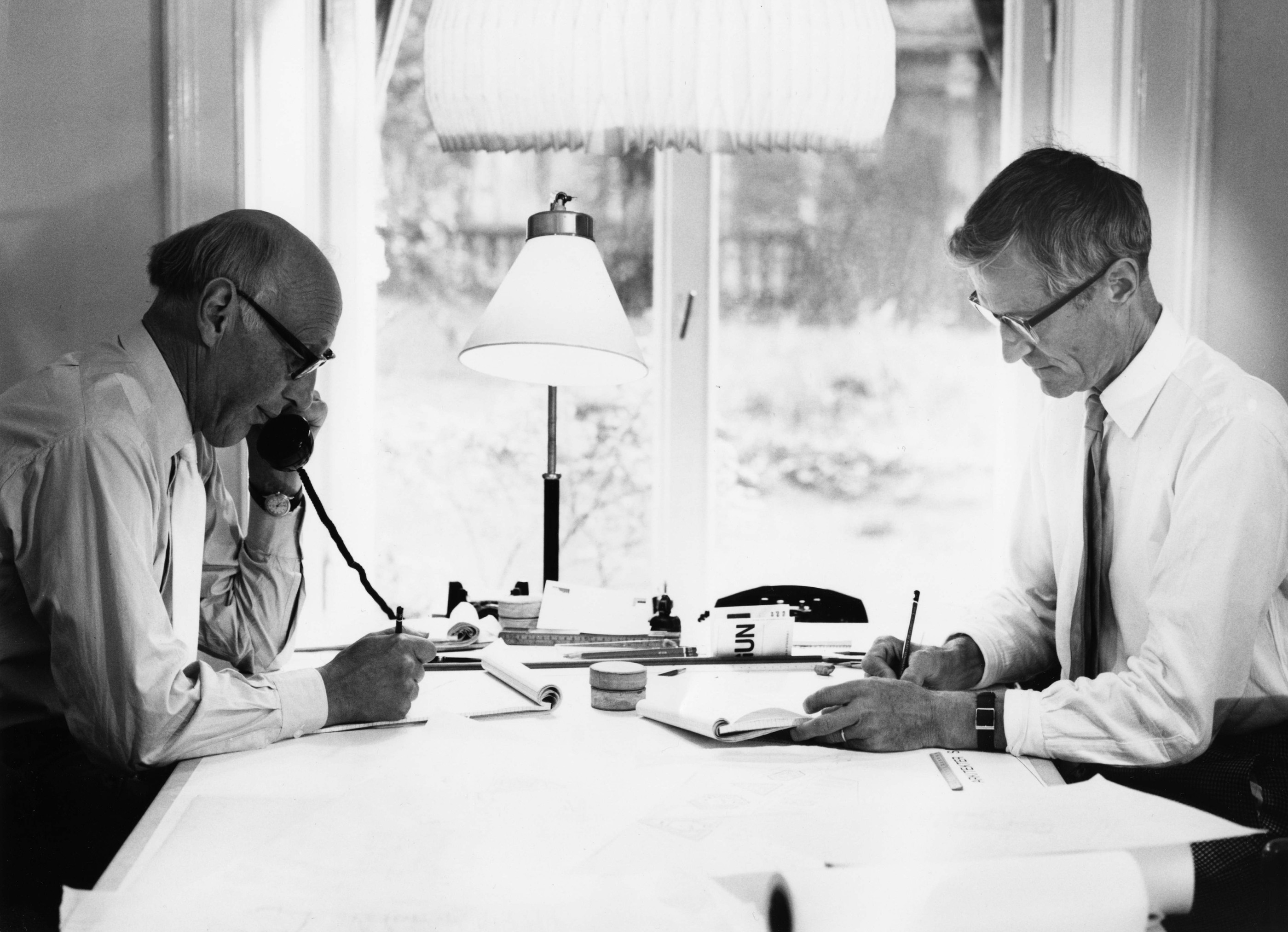
Sven Backström och Leif Reinius (till höger) på 1960-talet

Leif Axel Reinius, född 24 maj 1907 i Engelbrekt, Stockholm, död 14 februari 1995 i Kville, Göteborgs och Bohus län, var en svensk arkitekt.
Leif Reinius var son till bankkamrer Karl Axel Richard Reinius och Thora Gunhilde Larsen. År 1925 skrevs han in som arkitekturelev vid Kungliga tekniska högskolan och efter examen 1929 blev han anställd hos arkitekten Hakon Ahlberg. Tillsammans med Sven Backström, som han träffade redan på KTH, startade han 1936 arkitektkontoret Backström & Reinius Arkitekter AB. 
De hade ett långvarigt samarbete med storbyggmästaren Olle Engkvist och ritade åt honom ett flertal byggnader, bland annat Kvinnornas hus (1938), Villa Engkvist (1939), Elfvinggården (1940), kvarteret Pendeluret, Lagerlöfsgatan 4, Stockholm (1943), Stjärnhusen, Gröndal (1946), Terrasshuset, Gröndal (1951), Galjonshuset, Gröndal (1951) och Nockeby familjehotell (1952).
När Farsta Centrum skulle byggas anlitade byggkonsortiet, under ledning av Olle Engkvist, Backström & Reinius för att rita centrumanläggningen och de röda tegelhusen på Färnebogatan. 
Reinius ritade, tillsammans med Sven Backström, även ett stjärnhusområde i Rosta, Örebro (1952), Björnbo pensionärs- och familjehotell för SPP på Lidingö, Vällingby Centrum i Stockholm (1955) åt Svenska Bostäder, Åhléns-varuhuset på Klarabergsgatan 50 i Stockholm (1964) och det femte höghuset vid Sergelgatan, Stockholm (1965).
Reinius var svärson till arkitekten Carl Bergsten.

## Utmärkelser
- Kasper Salin-priset (1966) för Åhléns-varuhuset i Stockholm
- Prins Eugen-medaljen (1970)
- Olle Engkvist-medaljen (1973)
- Stockholms Byggnadsförenings stora pris (1981)
- S:t Eriksmedaljen (1988)